# Death Mask
Death Mask (oft auch Deathmask) ist eine US-amerikanische Thrash-Metal-Band aus New York, die im Jahr 1984 gegründet wurde, sich 1987 wieder trennte und 2009 wieder zusammenschloss.

## Geschichte
Die Band wurde im Jahr 1984 von Gitarrist Benny Ransom, Sänger Steven Michaels, Bassist Chris Eichhorn und Schlagzeuger Lee Nelson. Sie erreichten einen Vertrag mit Killerwatt Records und veröffentlichten ihr Debütalbum namens Split the Atom. Aufgrund von Streitigkeiten zwischen Ransom und Michaels trennte sich die Band im Jahr 1987 wieder. Im Jahr 2009 fand die Band wieder zusammen. Das Debütalbum wurde erneut über Retrospect Records im Mai 2009 veröffentlicht.
Das Album Sitting in the Dark wurde im Jahr 2011 veröffentlicht.

## Stil
Die Musik der Band wird als eine Mischung aus Heavy- und Speed-Metal bezeichnet, wobei auch vereinzelt Spuren aus dem Hardcore Punk zu hören sind.

## Diskografie
- 1986: Split the Atom (Album, Killerwatt Records)
- 2010: Demo (Demo, Eigenveröffentlichung)
- 2011: Sitting in the Dark (Album, Eigenveröffentlichung)